# Myrceugenia alpigena
Myrceugenia alpigena är en myrtenväxtart som först beskrevs av Dc., och fick sitt nu gällande namn av Leslie Roger Landrum. Myrceugenia alpigena ingår i släktet Myrceugenia och familjen myrtenväxter.

## Underarter
Arten delas in i följande underarter:
- M. a. alpigena
- M. a. longifolia
- M. a. virgata